# Geoffrey Beevers
Geoffrey Beevers (nacido en 1941), es un actor británico que ha trabajado principalmente en papeles televisivos.

## Carrera
Beevers ha trabajado extensivamente en el Orange Tree Theatre en Richmond upon Thames, tanto de actor (incluyendo el papel titular en Doctor Knock de Jules Romain, en 1994), como de director y adaptador de la novela Adam Bede de George Eliot (febrero de 1990), por la que ganó un Time Out Award, y Père Goriot de Balzac (febrero de 1994).
Ha aparecido en la serie de ciencia ficción de la BBC Doctor Who en dos ocasiones, la más notable interpretando a la segunda encarnación de El Amo en el serial The Keeper of Traken. También ha aparecido en algunos audiodramáticos de Big Finish Productions basados en la franquicia (Dust Breeding, Master, Trail of the White Worm). También interpretó al vicario en la película Goodnight Mister Ton, y apareció en la adaptación a televisión de 1978 de The Nativity. Para Channel 4 Television (Reino Unido), en 1988, interpretó a Wainwright (miembro del parlamento) en A Very British Coup. Más recientemente tuvo un pequeño papel en el remake de Furia de titanes como un noble de Basílica.
Estuvo casado con Caroline John, intérprete de la acompañante del Tercer Doctor, Liz Shaw, hasta la muerte de ella el 5 de junio de 2012.
En marzo de 2013 actuó junto a Helen Mirren en la obra de Peter Morgan The Audience en el Gieguld Theatre.